# サービス水準合意
サービス水準合意 (サービスすいじゅんごうい、英: Service Level Agreement、SLA) とは、サービス提供者と顧客の間で結ばれるサービス水準に関する合意である。サービスレベル契約と言われることもある。サービスの特定の要素 (品質、可用性、責任) について、サービス提供者とユーザーの間で合意する。SLAに含まれる最も一般的な要素は、契約で合意されたとおりにサービスを顧客に提供するという点である。
通信サービスやコンピュータ・アプリケーション・サービスなどで、サービスの定義、内容、範囲、品質、達成目標、稼働率などを記述する。SLAでは平均故障間隔 (MTBF)、平均修復時間 (MTTR) などを技術的に定義し、障害報告やクレジットの支払い、責任をもって監視するさまざまなデータレートの報告に責任がある当事者を特定する。
サービス水準に関する仕様を記述したものをサービス水準仕様（英: Service Level Specification、SLS）という。